# Yataity Calle
Yataity Calle är en ort i Argentina.   Den ligger i provinsen Corrientes, i den nordöstra delen av landet, 600 km norr om huvudstaden Buenos Aires. Yataity Calle ligger 72 meter över havet och antalet invånare är 2 114. Den ligger vid sjön Laguna Sirena.
Terrängen runt Yataity Calle är mycket platt. Närmaste större samhälle är Santa Lucía, 19,2 km väster om Yataity Calle.
Trakten runt Yataity Calle består i huvudsak av gräsmarker. Runt Yataity Calle är det glesbefolkat, med 20 invånare per kvadratkilometer.